# Jürgen Wilhelm Harms
Jürgen Wilhelm Harms (* 2. Februar 1885 Bargdorf, Kr. Uelzen; † 2. Oktober 1956 in Marburg) war ein deutscher Zoologe und Hochschullehrer.

## Leben
Harms studierte Naturwissenschaften an der Philipps-Universität Marburg, wo er 1904 Mitglied der Marburger Burschenschaft Germania wurde, und der University of Cambridge. 1907 promovierte er zum Dr. phil. Seine Lehrer waren Eugen Korschelt, Moritz Nussbaum (1850–1915), Eduard Pflüger und Franz von Leydig.
Seit 1910 habilitierter Privatdozent in Marburg, wurde Harms 1922 auf den Lehrstuhl für Zoologie der Albertus-Universität Königsberg berufen. 1925 wechselte er an die Eberhard-Karls-Universität Tübingen und 1935 an die Friedrich-Schiller-Universität Jena. Dort war er bis 1950 Direktor des Phyletischen Museums. Im Jahr 1936 wurde er zum Mitglied der Leopoldina gewählt. Seit 1948 war er korrespondierendes Mitglied der Sächsischen Akademie der Wissenschaften.
Nach dem Zweiten Weltkrieg arbeitete er – im Pensionsalter – ab 1949 als Gast im Anatomischen Institut der Universität Marburg. 1951/52 lehrte er als Gastprofessor an der Universität Kairo.

## Forschung
Harms’ zahlreiche experimentelle Arbeiten befassten sich vor allem mit der Endokrinologie (Sexualhormone bei Amphibien und Regenwürmern), dem Altern und der Evolution.
Viele Forschungsreisen führten ihn in ferne Weltgegenden: Lanzarote (1913), Balearen (1923), Java (1926), Sundainseln (Expedition der Notgemeinschaft der deutschen Wissenschaft, 1928/30), Weihnachtsinsel (Australien) (1932), Sumatra und Japan (1939) und Chile (1956).